# Most na Veslařský ostrov
Současný most na Veslařský ostrov byl postaven v letech 1956–1958. Umožňuje přístup z Podolského nábřeží na pravém břehu Vltavy na Veslařský ostrov.
Je to první český most stavěný letmou betonáží. Má tři pole o rozpětí 12,75 m + 45,00 m + 12,55 m. Celková délka mostu je 70,4 m. Krajní pole se betonovala monoliticky na skruži, dva nosníky středního pole se betonovaly postupně po dílech o délce 2,3 m nebo 3 m. Zkušenosti ze stavby mostu byly využity při stavbě dalších, větších mostních staveb (např. Nuselského mostu). Na projektu se podílel Výzkumný ústav stavební výroby.